# Platythyrea ruficornis
Platythyrea ruficornis är en myrart som först beskrevs av Maximilian Spinola 1851.  Platythyrea ruficornis ingår i släktet Platythyrea och familjen myror. Inga underarter finns listade i Catalogue of Life.